# Tournoi qualificatif de l'OFC des moins de 17 ans 1989
Navigation
Taiwan 1986 Nouvelle-Zélande 1991
Le tournoi qualificatif de l'OFC (Oceania Football Confederation) des moins de 17 ans 1989 est la troisième édition du tournoi qualificatif de l'OFC des moins de 17 ans qui a eu lieu en Australie du 21 au 29 janvier 1989. Le vainqueur obtient une qualification automatique pour la première Coupe du monde des moins de 17 ans, qui aura lieu en Écosse en juin 1989. 
L'Australie, double championne d'Océanie en titre, remporte le trophée et se qualifie donc à nouveau pour la Coupe du monde. L'équipe de Vanuatu prend part pour la première fois à la compétition.

## Équipes participantes
- Australie - Organisateur et tenant du tire
- Vanuatu
- Nouvelle-Zélande
- Fidji
- Taïwan

## Résultats
Les 5 équipes participantes sont réparties en une poule unique où chaque équipe rencontre ses adversaires une fois. À l'issue des rencontres, le premier de la poule se qualifie pour la Coupe du monde.
| Rang | Équipe           | Pts | J | G | N | P | Bp | Bc | Diff |  | Résultats (▼ dom., ► ext.) |  |     |     |      |      |
| ---- | ---------------- | --- | - | - | - | - | -- | -- | ---- |  | -------------------------- |  | --- | --- | ---- | ---- |
| 1    | Australie        | 8   | 4 | 4 | 0 | 0 | 35 | 1  | +34  |  | Australie                  |  | 5-1 | 2-0 | 4-0  | 24-0 |
| 2    | Nouvelle-Zélande | 6   | 4 | 3 | 0 | 1 | 18 | 5  | +13  |  | Nouvelle-Zélande           |  |     | 1-0 | 9-0  | 7-0  |
| 3    | Taïwan           | 4   | 4 | 2 | 0 | 2 | 23 | 5  | +18  |  | Taïwan                     |  |     |     | 10-2 | 13-0 |
| 4    | Fidji            | 2   | 4 | 1 | 0 | 3 | 9  | 23 | -14  |  | Fidji                      |  |     |     |      | 7-0  |
| 5    | Vanuatu          | 0   | 4 | 0 | 0 | 4 | 0  | 51 | -51  |  | Vanuatu                    |  |     |     |      |      |

- L'Australie se qualifie pour la Coupe du monde des moins de 17 ans.

## Sources et liens externes
- (en) Feuilles de matchs et infos sur RSSSF